# The Plastic Man Comedy/Adventure Show
The Plastic Man Comedy/Adventure Show è una serie televisiva animata statunitense del 1979, creata da Joe Ruby e Ken Spears.
Prodotta da Ruby-Spears Productions, la serie antologica include diversi segmenti tra cui: Plastic Man, Baby Plas, Plastic Family, Mighty Man & Yukk, Attenti a Luni e Rickety Rocket. Nel gennaio 1980, è stata ridotta a 90 minuti, abbandonando Rickety Rocket a causa delle valutazioni basse.
Nella stagione 1980-81, il formato è stato ridotto a mezz'ora ed è stato riorganizzato in The Plastic Man/Baby Plas Super Comedy Show insieme ad altre due produzioni di Ruby-Spears intitolate Thundarr il barbaro e Dingbat e i Creeps.
La serie è stata trasmessa per la prima volta negli Stati Uniti su ABC dal 22 settembre 1979 al 28 febbraio 1981, per un totale di 130 episodi. In Italia è stata trasmessa sulle televisioni locali a partire da settembre 1982.

## Trama

### Segmenti della prima stagione (1979-1980)

#### Plastic Man
Plastic Man, la sua ragazza Penny e la sua spalla polinesiana Hula-Hula viaggiano per il mondo dopo aver ricevuto l'incarico dal loro capo di fermare qualsiasi minaccia terrestre.

#### Plastic Family
Incentrata sulla famiglia di Plastic Man.

#### Baby Plas
Incentrata sul figlio neonato di Plastic Man e Penny che è nato con gli stessi superpoteri del padre.

#### Mighty Man & Yukk
Le avventure di un piccolo supereroe e del suo compagno cane parlante che indossa una cucciain testa poiché pensa di essere brutto. I due proteggono la loro città da vari cattivi quando vengono chiamati dal sindaco.

#### Attenti a Luni (Fangface & Fangpuss)
La seconda stagione è incentrata su un lupo mannaro riluttante di nome Luni e di suo cugino Lunino, che si trasforma anche lui in un lupo mannaro, e delle loro avventure con gli amici Biff, Kim e Puggsy.

#### Rickety Rocket
Un razzo artificialmente intelligente di nome Rickety Rocket stato creato da un gruppo di bambini geni afroamericani composto da Sunstroke, Splashdown, Cosmo e Venus. Il gruppo risolve i misteri nel futuro.

### Segmenti della seconda stagione (1980-1981)

#### Heathcliff(Isidoro)
La seconda stagione del The Plastic Man Comedy/Adventure Show ha incluso la prima stagione dell'Isidoro Show, che consiste di 13 episodi. Ogni episodio comprende due frammenti con Heathcliff, in Italia noto come Isidoro, come protagonista, per un totale di 26 frammenti: il grasso gatto rosso, patito dei dispetti, si diverte a tormentare un cane di nome Spike.

#### Dingbat and the Creeps(Dingbat e i Creeps)
La seconda stagione del The Plastic Man Comedy/Adventure Show ha incluso la prima stagione dell'Isidoro Show, che consiste di 13 episodi. Ogni episodio comprende due frammenti con Dingbat come protagonista, per un totale di 26 frammenti: il cane vampiro, un tempo appartenente al conte Dracula, vive avventure con l'amico Isidoro e lo aiuta a tormentare Spike il cane.

#### Thundarr il barbaro(Thundarr the Barbarian)
La seconda stagione del The Plastic Man Comedy/Adventure Show ha incluso una replica dei tredici episodi della prima stagione di Thundarr il barbaro: l'eroe, con i suoi compagni Ookla e la Principessa Ariel, combatte contro il male in una versione futuristica del pianeta Terra, devastato.

## Episodi
La serie consiste di un totale di 130 episodi, escludendo i frammenti di Isidoro Show e Dingbat e i Creeps, trasmessi all'interno dello show ma prodotti separatamente.
| Segmenti            | Episodi | Prima TV USA | Prima TV Italia |
| ------------------- | ------- | ------------ | --------------- |
| Plastic Man         | 35      | 1979-1980    | 1982            |
| Plastic Family      | 13      | 1979-1980    | 1982            |
| Baby Plas           | 13      | 1979-1980    | 1982            |
| Mighty Man and Yukk | 32      | 1979-1980    | 1982            |
| Attenti a Luni      | 8       | 1979         | 1982            |
| Rickety Rocket      | 16      | 1979-1980    | 1982            |
| Isidoro             | 26 (13) | 1981-1982    | 1982-1983       |
| Dingbat e i Creeps  | 26 (13) | 1981-1982    | 1982-1983       |
| Thundarr il barbaro | 13      | 1981-1982    | 1982-1983       |

## Personaggi e doppiatori
- Plastic Man, voce originale di Michael Bell, italiana di Marco Mori.
- Penny, voce originale di Melendy Britt.
- Hula-Hula, voce originale di Joe Baker.
- Capo, voce originale di Melendy Britt.
- Mighty Man, voce originale di Peter Cullen, italiana di Ermanno Ribaudo.
- Yukk, voce originale di Frank Welker.
- Sindaco, voce originale di John Stephenson.
- Luni (in originale: Fangface), voce originale di Frank Welker, italiana di Renato Cortesi.
- Lunino (in originale: Fangpuss), voce originale di Frank Welker.
- Biff, voce originale di Jerry Dexter, italiana di Giorgio Lopez.
- Puggsy, voce originale di Bart Braverman, italiana di Marco Guadagno.
- Kim, voce originale di Susan Blu, italiana di Emanuela Fallini.
- Rickety Rocket, voce originale di Al Fann, italiana di Pino Ammendola.
- Sunstroke, voce originale di John Anthony Bailey.
- Splashdown, voce originale di Johnny Brown.
- Cosmo, voce originale di Bobby F. Ellerby, italiana di Marzio Margine.
- Venus, voce originale di Dee Timberlake.